# نبرد خرسون

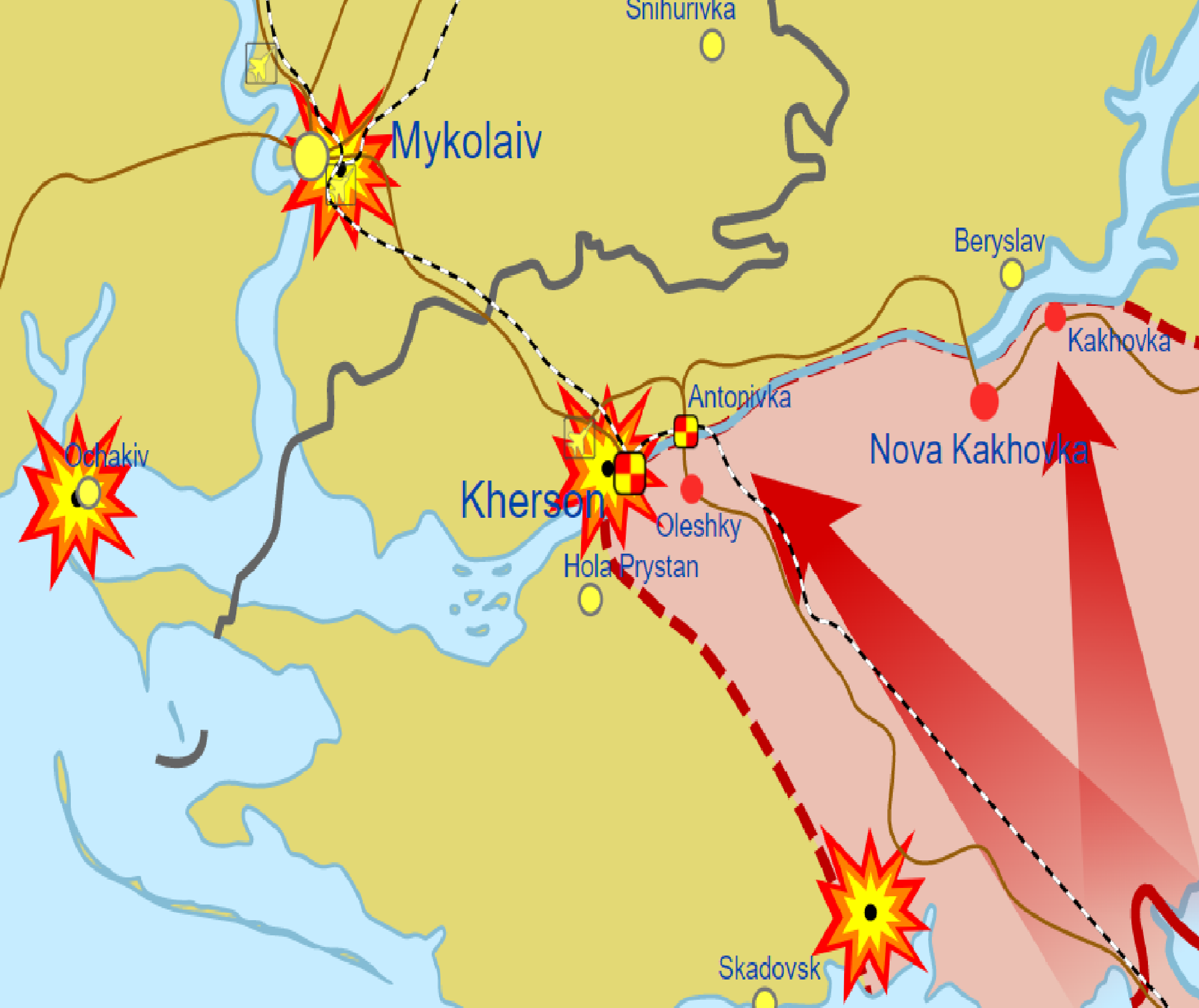
نقشه جنگی استان خرسون

نبرد خرسون یک درگیری نظامی بین نیروهای روسیه و اوکراین بود که در ۲۴ فوریه ۲۰۲۲ به عنوان بخشی از تهاجم جنوب اوکراین در طول تهاجم روسیه به اوکراین در سال ۲۰۲۲ آغاز شد. خرسون نخستین شهر بزرگ اوکراین بود که توسط نیروهای روسی در جریان حمله خرسون تصرف شد.

## نبرد

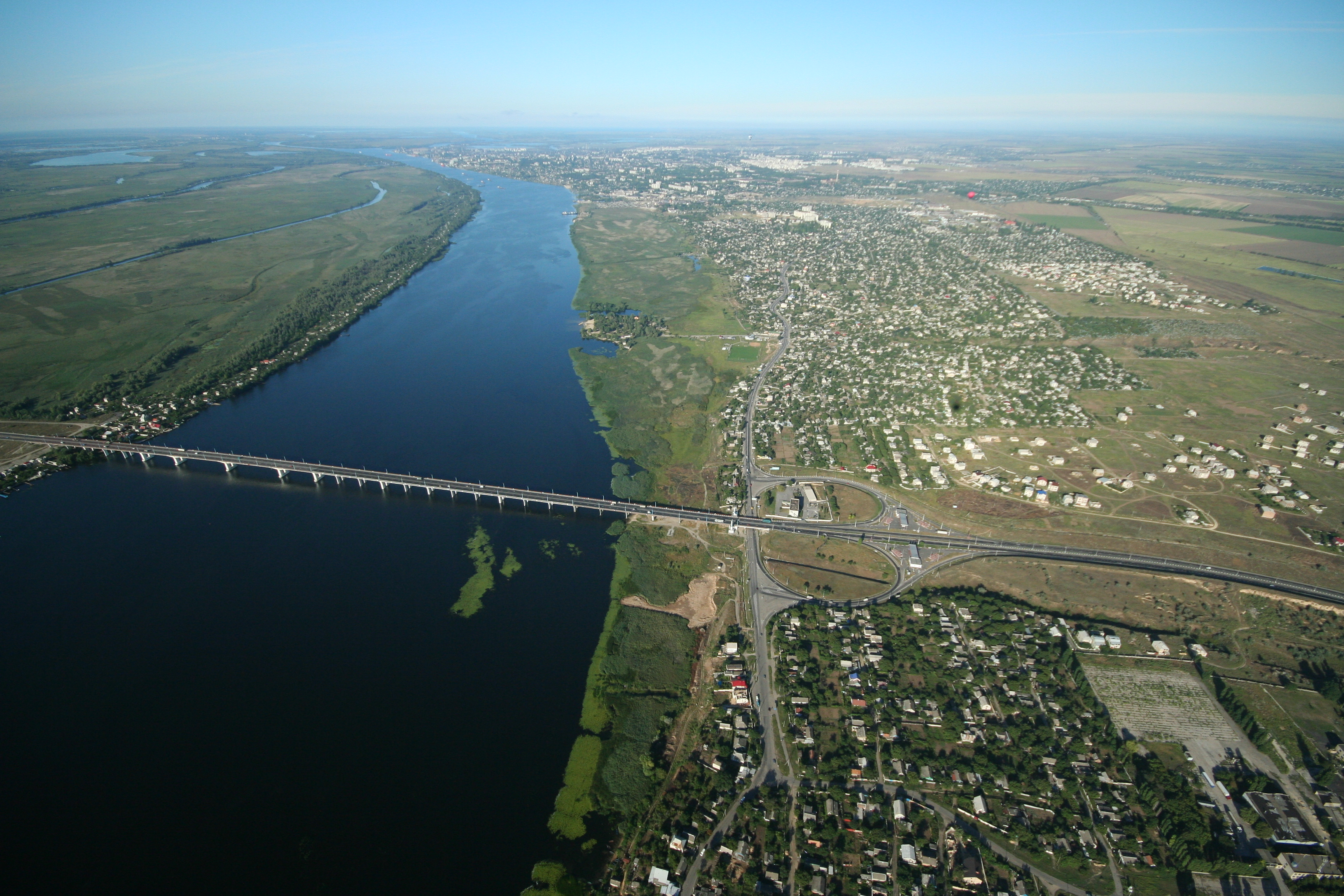
نمای شهر Kherson از یک بالون، پل آنتونوفسکی بر روی رودخانه Dnieper.

### فوریه
نیروهای روسی در ۲۴ فوریه از جنوب از طریق کریمه به استان خرسون حمله کردند و رئیس‌جمهور اوکراین ولودیمیر زلنسکی گفت: «نیروهای ما در حال نبردهای شدید در نزدیکی حومه خرسون هستند، دشمن از کریمه اشغالی فشار می‌آورد و سعی می‌کند به سمت ملیتوپول پیشروی کند.» در غروب ۲۴ فوریه، نیروهای روسی به شهر خرسون رسیدند و پل آنتونوفسکی را تصرف کردند، این پل یک گذرگاه استراتژیک بر روی رودخانه دنیپر است و به سمت شهر میکولایف منتهی می‌شود. در ساعات اولیه ۲۵ فوریه، نیروهای اوکراینی پل را در نبردی شدید پس گرفتند. قوای اوکراین ضد حمله روس را مجبور کرد که به سمت شمال پیش بروند و نزدیک‌ترین گذرگاه بعدی دنیپر، شهر نوا کاخوفکا را تصرف کنند. نیروهای روسی یک بار دیگر پل آنتونوفسکی را در پایان روز تصرف کردند. در ۲۶ فوریه، به گفته شهردار ایهور کولیخایف، نیروهای روسی پس از حمله هوایی اوکراین به خودروهای زرهی خود، از خرسون عقب‌نشینی کردند و به شهر مهلت دادند تا تحت کنترل اوکراین باقی بماند. یک مقام اوکراینی، آنتون هراشچنکو، بعداً ادعا کرد که یک ستون ارتش روسیه بین رادنسک و اولشکی، در جنوب خرسون، توسط نیروهای اوکراینی شکست خورده و ظاهراً بازماندگان به جنگل فرار کردند. در همین حال، ایرینا وندیکتووا، دادستان کل اوکراین، مدعی شد که نیروهای روسی یک روزنامه‌نگار را در نزدیکی روستای زلنیوکا در حومه شمالی خرسون و یک راننده آمبولانس را در امتداد بزرگراهی در این ناحیه کشتند. وندیکتوا گفت که مجری قانون اوکراین پرونده‌های جنایی را در مورد تیراندازی‌ها آغاز کرده‌است. در صبح روز ۲۷ فوریه، وزارت دفاع روسیه اعلام کرد که نیروهای روسی خرسون را محاصره کرده‌اند و به گفته مقامات اوکراینی، بخشی از شهر از جمله فرودگاه بین‌المللی خرسون را به تصرف خود درآورده اند. بعداً در صبح، نیروی هوایی اوکراین ظاهراً یک حمله هواپیمای بدون سرنشین موفقی را علیه نیروهای روسی در روستای چورنوبایفکا، دقیقاً در شمال خرسون انجام داد.
مقامات اوکراینی ادعا کردند که از ۲۷ فوریه، نیروهای روسی شروع به حرکت غیرنظامیان از روستاهای مجاور به سمت خرسون کردند، در حالی که به ادعای آنها تلاشی از سوی روس‌ها برای استفاده از غیرنظامیان به عنوان سپر انسانی بود.

### مارس
در اوایل صبح روز ۱ مارس، مقامات اوکراینی گفتند که نیروهای روسی یک حمله جدید به خرسون آغاز کرده‌اند و از فرودگاه بین‌المللی خرسون به سمت بزرگراه بین خرسون و میکولایف پیشروی کرده‌اند. نیروهای روسی با آتش سنگین، توانستند شهر را محاصره کنند و به بزرگراه برسند وتا روستای کومیشانی پیشروی کنند. نیروهای روسی بعداً در همان روز وارد خرسون شدند. شهردار ایگور کولیخایف تأثیر آن را بر شهروندان در شهر تشریح کرد و گفت که بسیاری از آنها در خانه‌های خود و در پناهگاه‌ها باقی مانده‌اند و گفت که مدارس، مرکز خرید فابریکا و ساختمان‌های بلند در اثر درگیری آسیب دیدند و ساختمان‌های مسکونی مورد تیراندازی قرار گرفتند. کولیخایف مدعی شد که در ۱ مارس، نیروهای روسی به سوی مردم مسلح به کوکتل مولوتف، که سعی در توقف کاروانی در خیابان نفتویکف داشتند، تیراندازی کردند.
در اوایل صبح ۲ مارس، گزارش شد که نیروهای روسی موفق به تصرف یک ایستگاه راه‌آهن و یک بندر رودخانه شدند. بعداً در صبح، نیروهای روسی در میدان سووبادی در مرکز خرسون، جایی که ساختمان اداره منطقه ای خرسون در آن قرار دارد، دیده شدند. وزارت دفاع روسیه بعداً ادعا کرد که شهر را تصرف کرده‌است، در حالی که مقامات اوکراینی و آمریکایی این ادعا را رد کردند و اظهار داشتند که جنگ ادامه دارد.
بعداً در ۲ مارس، گروهی متشکل از ده سرباز روسی، من جمله یک فرمانده، وارد ساختمان شورای شهر شدند و گفتگو را با کولیخایف را آغاز کردند. در غروب، کولیخایف تأیید کرد که شهر را تسلیم کرده‌است و فرمانده روسی قصد دارد یک اداره نظامی ایجاد کند. کولیخایف اذعان کرد که ارتش اوکراین دیگر در خرسون حضور ندارد و یکی دیگر از مقامات اعلام کرد که قوای روسیه در کل نقاط شهر حضور دارند. به گفته کولیخایف، این جنگ منجر به کشته شدن حدود ۳۰۰ غیرنظامی و سرباز اوکراینی، تخریب شدید زیرساخت‌های شهر و محدودیت آب و غذای کم شده است. او افزود که بسیاری از کشته شدگان توسط داوطلبان در گورهای دسته جمعی دفن شدند، زیرا بسیاری از اجساد آنها غیرقابل تشخیص بود.

## نتیجه
مدت کوتاهی پس از تصرف خرسون، وزارت دفاع روسیه گفت که مذاکرات بین نیروهای روسی و مدیران شهری در مورد حفظ نظم در جریان است. توافقی حاصل شد که بر اساس آن پرچم اوکراین همچنان در شهر برافراشته خواهد شد، در حالی که روسیه دولت جدید را تأسیس کرد. شهردار ایگور کولیخایف شرایط جدیدی را برای ساکنان شهر اعلام کرد، از جمله اینکه شهروندان فقط در طول روز در خارج از منزل مجاز هستند و تجمع گروهی ممنوع است و خودروها فقط برای تهیه غذا و دارو اجازه ورود به شهر را دارند. این وسایل نقلیه باید با حداقل سرعت حرکت می کردند و در معرض جستجو قرار می گرفتند. به شهروندان هشدار داده شد که سربازان روسی را تحریک نکنند و از دستورات داده شده اطاعت کنند.
در ۳ مارس، گزارش های تایید نشده ای از سربازان روسی که مرتکب تجاوز جنگی در خرسون شده بودند در رسانه های اوکراین منتشر شد. نشریه اوکراینی روبریکا به نقل از منابع محلی، از جمله یک پزشک ادعایی از پلی کلینیک کارابلش، ادعا کرد که ۱۱ مورد تجاوز به عنف رخ داده است که تنها ۵ مورد از قربانیان زنده مانده اند. سوتلانا زورینا، یک ۲۷ ساله ساکن خرسون که توسط CNN مصاحبه شد، سربازان روسی را به تجاوز به زنان محلی متهم کرد و گفت: "آنها قبلاً شروع به تجاوز به زنان ما کرده اند. اطلاعاتی از افرادی وجود داشت که من شخصاً می دانم که یک ۱۷-۱۷ ساله دختر یک ساله - برایش اتفاق افتاد و بعد او را کشتند. ادعاها به طور مستقل تأیید نشدند.
در ۵ مارس، کولیخایف گفت که هیچ مقاومت مسلحانه ای در شهر وجود ندارد و نیروهای روسی "کاملا مستقر شده اند". وی با بیان اینکه "تولید، زیرساخت های حیاتی متوقف شده است. شهر بدون برق و بدون آب است" و "ما بیماران سرطانی، کودکانی که نیاز به دارو دارند، داریم. این دارو در حال حاضر به آنها نمی رسد" درخواست کمک های بشردوستانه کرد. در همین حال، حدود ۲۰۰۰ معترض با تکان دادن پرچم های اوکراین، خواندن سرود ملی و سردادن شعارهای میهن پرستانه در مرکز شهر راهپیمایی کردند. بر اساس گزارش ها، نیروهای روسی برای جلوگیری از نزدیک شدن جمعیت، به هوا شلیک کردند. برخی از مردم محلی ادعا کردند که روس‌ها فهرستی از فعالان اوکراینی دارند که می‌خواستند دستگیر کنند.
ستاد کل نیروهای مسلح اوکراین در ۹ مارس اعلام کرد که روسیه بیش از ۴۰۰ نفر را در خرسون به دلیل تظاهرات مداوم بازداشت کرده است.